# Landesregierung Johann Wagner I
- ÖVP: 3
- SPÖ: 3

Die Landesregierung Johann Wagner I unter Landeshauptmann Johann Wagner (ÖVP) bildet die Burgenländische Landesregierung von der Wahl durch den Burgenländischen Landtag in der VIII. Gesetzgebungsperiode am 22. Juni 1956 bis zur Angelobung der Landesregierung  Wagner II am 27. Juli 1960.
Jeweils drei der sechs Mitglieder der Landesregierung stellte die Österreichische Volkspartei (ÖVP) und die Sozialdemokratische Partei Österreichs (SPÖ), wobei die Zusammensetzung der Parteienvertreter nach der Landtagswahl 1956 gegenüber der Vorgängerregierung Karall III unverändert blieb. Statt Lorenz Karall (ÖVP), der sich nach drei Amtsperioden auf die Funktion des Landtagspräsidenten zurückzog übernahm der langjährige Landesrat Johann Wagner (ÖVP) das Amt des Landeshauptmannes. Auch der bisherige Landesrat Johann Bauer gehörte nicht mehr der Landesregierung an. Dafür zog Josef Lentsch nach den Jahren 1953 bis 1956 zum zweiten Mal in die Landesregierung ein, den zweiten ÖVP-Posten erhielt der bisherige Landtagsabgeordneter Reinhold Polster. Alois Wessely blieb wie in den vorangegangenen Landesregierung Landeshauptmann-Stellvertreter, der bisherige Landesrat Albin Dostal wurde durch den bisherigen Landtagsabgeordneten Stefan Billes ersetzt. Hans Bögl legte mit dem 16. Juni 1959 nach dreizehnjähriger Zugehörigkeit zur Landesregierung und seiner Wahl in den Nationalrat seine Funktion als Landesrat zurück, für ihn wurde Heinrich Knotzer zum zweiten Mal nach 1949 in die Landesregierung gewählt.

## Regierungsmitglieder
| Amt                                                     | Name             | Partei | Zuständigkeitsbereiche |
| ------------------------------------------------------- | ---------------- | ------ | ---------------------- |
| Landeshauptmann                                         | Johann Wagner    | ÖVP    |                        |
| Landeshauptmann-Stellvertreter                          | Alois Wessely    | SPÖ    |                        |
| Landesrat                                               | Josef Lentsch    | ÖVP    |                        |
| Landesrat                                               | Reinhold Polster | ÖVP    |                        |
| Landesrat                                               | Stefan Billes    | SPÖ    |                        |
| Landesrat                                               | Heinrich Knotzer | SPÖ    |                        |
| Vorzeitig ausgeschiedene Mitglieder der Landesregierung |                  |        |                        |
| Landesrat                                               | Hans Bögl        | SPÖ    |                        |